# Ca l'Aleix
Ca l'Aleix és una obra eclèctica de Gelida (Alt Penedès) protegida com a Bé Cultural d'Interès Local.

## Descripció
Edifici entre mitgeres, que fa cantonada amb la plaça de l'Església i el carrer del Marquès de Gelida. Consta de soterrani, planta baixa i dos pisos, amb coberta de teula àrab a dues vessants. Té un cos laterals amb torratxa i terrat. Aquestacasa té importància en la imatge de la plaça. L'obra respon a les característiques formals de l'eclecticisme.